# Чокур (Черноморский район)
Чоку́р (укр. Чокур, крымскотат. Çuqur, Чукъур) — исчезнувшее село в Черноморском районе Республики Крым, располагавшееся в центре района, в одной из впадающих в Узкую бухту балок полуострова Тарханкут в Крыму, примерно в 3 километрах юго-восточнее райцентра Черноморское.

## История
Первое документальное упоминание деревни встречается в Камеральном Описании Крыма… 1784 года, судя по которому, в последний период Крымского ханства Чукуры входили в Тарханский кадылык Козловскаго каймаканства.
После присоединения Крыма к России (8) 19 апреля 1783 года, (8) 19 февраля 1784 года, именным указом Екатерины II сенату, на территории бывшего Крымского ханства была образована Таврическая область и деревня была приписана к Евпаторийскому уезду. После павловских реформ, с 1796 по 1802 год входила в Акмечетский уезд Новороссийской губернии. По новому административному делению, после создания 8 (20) октября 1802 года Таврической губернии, Чокур был включён в состав Яшпетской волости Евпаторийского уезда.
По Ведомости о волостях и селениях, в Евпаторийском уезде с показанием числа дворов и душ… от 19 апреля 1806 года, в деревне Чокур числилось 4 двора, 35 крымских татар и 1 ясыр. На военно-топографической карте генерал-майора Мухина 1817 года деревня Чукур обозначена с 7 дворами. После реформы волостного деления 1829 года Чокур, согласно «Ведомости о казённых волостях Таврической губернии 1829 года», остался в составе Яшпетской волости. На карте 1836 года в деревне 6 дворов (с припиской 1855 года „ныне разорена“. Затем, видимо, вследствие эмиграции крымских татар в Турцию, деревня опустела и уже на «Геометрическом специальном плане Таврической губернии Евпаторийского уезда при местечке Ак-Мечеть…» 1835 года и на карте 1842 года Чокур обозначен разорённым. В дальнейшем в доступных источниках не встречается.